# Стенли куп плејоф 2016.
Стенли куп плејоф Националне хокејашке лиге (НХЛ) који је одигран 2016. године почео је 13. априла а завршен 12. јуна победом Питсбург пенгвинса над Сан Хозе шарксима, резултатом 4-2 у финалној серији.
Стенлијев трофеј је капитену пингвина Сиднију Крозбију предао комесар НХЛ лиге Гери Бетмен.
Ово је тек други пут у историји НХЛ лиге да ни један од канадских клубова није успео да се пласира у плејоф (једини пут до сад се то догодило у сезони 1969/70. Вашингтон капиталси стигли су у плејоф са Президентс трофејом као тим са највише освојених бодова у лигашком делу сезоне. Детроит ред вингси си су остварили своје 25. учешће за редом што је у том моменту био трећи најдужи низ везаних учешћа у плејофу НХЛ лиге свих времена. Флорида пантерси су играли свој тек други плејоф од 1999/2000. и пети у историји франшизе. Четврти пут у шест сезона сва три тима из Калифорније су изборили учешће на завршном турниру - Анахајм, Лос Анђелес и Сан Хозе, и тек други пут у историји исто су учинила и оба клуба са Флориде - Пантери и Муње. Други пут за редом а пети од кад су приступили НХЛ-у 1979. године, сва четири тима из некадашње ВХА лиге пропустила су плејоф (Едмонтон, Аризона, Каролина и Колорадо).
Први пут од 2006. и тек трећи пут у историји лиге, сви тимови оригиналне шесторке који су успели да се домогну плејофа елиминисани су у првој рунди. Њујорк ајлендерси победили су у серији први пут од 1993. године чиме су прекинули други најдужи низ без победе у историји лиге. Седми пут за редом и једанаести у 13 сезона неки од калифорнијских тимова играо је у финалу Западне конференције.
Први пут од плејофа из 2002. године ни један тим није поражен у четири утакмице, без и једне победе у серији.

## Учесници плејофа
Ово је била трећа сезона у којој се примењивао формат да по три најбоља тима из сваке дивизије и још додатно по два из сваке конференције на основу пласмана учествују у плејофу (укупно 16 тимова, по 8 из сваке конференције.
Флорида пантерси (Атлантик), Вашингтон капиталси (Метрополитен), Далас старси (Централ) и Анахајм дакси (Пацифик) били су шампиони својих дивизија у сезони 2015/16. Вашингтон је освојио и трофеј Президентс као најбоље пласирани тим лигашког дела такмичења (120 бодова).
Тимови који су се квалификовали за Стенли куп плејоф 2016. следе испод.
| Атлантик дивизија          |                                     |        |
| #                          | Клуб                                | Бодови |
| (А1)                       | Флорида пантерси                    | 103    |
| (А2)                       | Тампа Беј лајтнингси                | 97     |
| (А3)                       | Детроит ред вингси                  | 93     |
|                            |                                     |        |
| Метрополитен дивизија      |                                     |        |
| #                          | Клуб                                | Бодови |
| (М1)                       | Вашингтон капиталси                 | 120    |
| (М2)                       | Питсбург пенгвинси                  | 104    |
| (М3)                       | Њујорк ренџерси                     | 101    |
|                            |                                     |        |
| Вајлд кард учесници Истока |                                     |        |
| #                          | Клуб                                | Бодови |
| (ВК1)                      | Њујорк ајлендерси (Метрополитен)    | 100    |
| (ВК2)                      | Филаделфија флајерси (Метрополитен) | 96     |

| Централна дивизија         |                             |        |
| #                          | Клуб                        | Бодови |
| (Ц1)                       | Далас старси                | 109    |
| (Ц2)                       | Сент Луис блуз              | 107    |
| (Ц3)                       | Чикаго блекхокси            | 103    |
|                            |                             |        |
| Пацифик дивизија           |                             |        |
| #                          | Клуб                        | Бодови |
| (П1)                       | Анахајм дакси               | 103    |
| (П2)                       | Лос Анђелес кингси          | 102    |
| (П3)                       | Сан Хозе шаркси             | 98     |
|                            |                             |        |
| Вајлд кард учесници Запада |                             |        |
| #                          | Клуб                        | Бодови |
| (ВК1)                      | Нешвил предаторси (Централ) | 96     |
| (ВК2)                      | Минесота вајлдси (Централ)  | 87     |

Легенда:
- А1, А2 и А3 су позиције тимова на табели Атлантик дивизије након завршеног регуларног дела сезоне.
- М1, М2 и М3 су позиције тимова на табели Метрополитен дивизије након завршеног регуларног дела сезоне.
- Ц1, Ц2 и Ц3 су позиције тимова на табели Централне дивизије након завршеног регуларног дела сезоне.
- П1, П2 и П3 су позиције тимова на табели Пацифик дивизије након завршеног регуларног дела сезоне.
- ВК1 и ВК2 су тимови са вајлд кард позицијом, односно по два најбоље пласирана тима из Источне и Западне конференције изузев тимова који су се квалификовали на основу пласмана у својим дивизијама (А1-А3, М1-М3, Ц1-Ц3, П1-П3).

## Правила жреба
У свакој рунди тимови се такмиче док неко први не оствари четири победе (од максимално седам мечева) по формату 2-2-1-1-1. Тим који има предност домаћег терена прве две утакмице игра код куће (и ако је потребно, пету и седму) док његов противник кући игра трећу и четврту утакмицу (по потреби и шесту).
Тимови се у првој рунди укрштају тако што победници дивизија играју са тимовима на вајлд кард позицијама тако да бољи од победника дивизије у лигашком делу иде на лошији вајл кард тим, док други шампион дивизије игра са преосталим вајлд кард тимом. Другопласирани и трећепласирани тимови из дивизија се укрштају међусобно. Победници серија у којима су играли други и трећи тим из дивизије у другој рунди иду на победника серије у којој је играо шампион њихове дивизије. Победници друге рунде иду у финале конференције а шампиони Источне и Западне конференције међусобно играју одлучујућу финалну серију за Стенлијев трофеј, и то је једина серија плејофа у којој играју представници различитих конференција.
У прве две рунде предност домаћег терена има тим са бољом позицијом у жребу док је у друге две то тим са бољим пласманом у лигашком делу сезоне.

### 3-на-3 у проужетку
Од сезоне 2015/16, како у регуларном делу тако и у плејофу, примењују се неки нови прописи у игри међу којима и правило 3-на-3 у продужецима, уместо некадашњих 4-на-4. Лига је одобрила измене након што је ново правило примењено у АХЛ-у сезону раније и тамо допринело бржем, и за публику интересантнијем, одлучивању победника.
У плејофу, решавање питања победника мечева након нерешеног исхода спроводи се искључиво правилом златног гола у продужетку и нема пенал серије као у регуларном делу сезоне. Један продужетак у мечевима плејофа траје највише 20 минута, до истека времена или док једна од екипа не постигне погодак. Ако након продужетка победник није одлучен игра се наредни под истим правилима. Тимови у продужецима играју са по три играча, када је однос снага на терену изједначен, а у случају искључења кажњени играч бива замењен другим играчем са клупе а за противнички тим у игру улази додатни играч. Управни одбор НХЛ лиге потврдио је промену ових и других правила игре 24. јуна 2015. која су ступила на снагу од сезоне 2015/16 чиме су измењена стара правила која су се користила од сезоне 1999/2000.
Међу осталим новинама у правилнику треба поменути и нова правила код извођења булија (фејсофа), нова правила видео челенџа, оштрији критеријуми суђења код ометања голмана, и други.

## Распоред и резултати серија
| Четвртфинала конференција (прва рунда) |

| Источна конференција | Источна конференција | Источна конференција | Источна конференција | Источна конференција |
| -------------------- | -------------------- | -------------------- | -------------------- | -------------------- |
| (А1)                 | Флорида пантерси     | 2-4                  | Њујорк ајлендерси    | (ВК1)                |
| (А2)                 | Тампа Беј лајтнингси | 4-1                  | Детроит ред вингси   | (А3)                 |
| (М1)                 | Вашингтон капиталси  | 4-2                  | Филаделфија флајерси | (ВК2)                |
| (М2)                 | Питсбург пенгвинси   | 4-1                  | Њујорк ренџерси      | (М3)                 |

| Западна конференција | Западна конференција | Западна конференција | Западна конференција | Западна конференција |
| -------------------- | -------------------- | -------------------- | -------------------- | -------------------- |
| (Ц1)                 | Далас старси         | 4-2                  | Минесота вајлдси     | (ВК2)                |
| (Ц2)                 | Сент Луис блуз       | 4-3                  | Чикаго блекхокси     | (Ц3)                 |
| (П1)                 | Анахајм дакси        | 3-4                  | Нешвил предаторси    | (ВК1)                |
| (П2)                 | Лос Анђелес кингси   | 1-4                  | Сан Хозе шаркси      | (П3)                 |

| Полуфинала конференција (друга рунда) |

| Источна конференција | Источна конференција | Источна конференција | Источна конференција | Источна конференција |
| -------------------- | -------------------- | -------------------- | -------------------- | -------------------- |
| (А2)                 | Тампа Беј лајтнингси | 4-1                  | Њујорк ајлендерси    | (ВК1)                |
| (М1)                 | Вашингтон капиталси  | 2-4                  | Питсбург пенгвинси   | (М2)                 |

| Западна конференција | Западна конференција | Западна конференција | Западна конференција | Западна конференција |
| -------------------- | -------------------- | -------------------- | -------------------- | -------------------- |
| (Ц1)                 | Далас старси         | 3-4                  | Сент Луис блуз       | (Ц2)                 |
| (П3)                 | Сан Хозе шаркси      | 4-3                  | Нешвил предаторси    | (ВК1)                |

| Финала конференција |

| Источна конференција | Источна конференција | Источна конференција | Источна конференција | Источна конференција |
| -------------------- | -------------------- | -------------------- | -------------------- | -------------------- |
| (М2)                 | Питсбург пенгвинси   | 4-3                  | Тампа Беј лајтнингси | (А2)                 |

| Западна конференција | Западна конференција | Западна конференција | Западна конференција | Западна конференција |
| -------------------- | -------------------- | -------------------- | -------------------- | -------------------- |
| (Ц2)                 | Сент Луис блуз       | 2-4                  | Сан Хозе шаркси      | (П3)                 |

| СТЕНЛИ КУП ФИНАЛЕ |                    |     |                 |      |
| (М2)              | Питсбург пенгвинси | 4-2 | Сан Хозе шаркси | (П3) |

| Шампиони 2016.                      |
| ----------------------------------- |
| Питсбург пенгвинси (четврта титула) |

## Четвртфинала конференција
Четвртфиналима називамо прву рунду (серију) које тимови играју на старту плејофа.

### Четвртфиналe источне конференције 1/4
| (А1) Флорида пантерси | - | Њујорк ајлендерси (ВК1) |

У првој рунди Стенли куп плејофа Источне конференције од 14. до 24. априла 2016. године састали су се Флорида пантерси и Њујорк Ајлендерси. Флорида је имала предност домаћег терена у прве две утакмице.
Пантери су освојили прво место у Атлантик дивизији сакупивши 103 бода на крају лигашког дела сезоне. Ајлендерси су као четвртопласирани тим Метрополитен дивизије са 100 освојених бодова заузели прву вајлд кард позицију у плејофу. Ово је био први плејоф сусрет ова два тима. Флорида је победила у два од три сусрета који су екипе одиграле у регуларном делу сезоне. Ово је био први пут да се утакмице плејофа играју у Берклијевом центру (енгл. Barclays Center) у њујоршком предграђу Бруклину, домаћем клизалишту Ајлендерса. Ова два тима имала су најдужи низ плејоф серија без победе од свих екипа у лиги (Њујорк није добио серију од 1993. а Флорида од завршнице из 1996. године). Последњи пут када је неки од ова два тима победио у серији било је против екипе Питсбург пенгвинса за које је тада наступао Јаромир Јагр, десно крило овог састава пантера.
| 14. април                                  | Флорида пантерс   | 4-5       | Њујорк ајлендерси | Извештај |
| 15. април                                  | Флорида пантерс   | 3-1       | Њујорк ајлендерси | Извештај |
| 17. април                                  | Њујорк ајлендерси | 4-3 (ОТ)  | Флорида пантерс   | Извештај |
| 20. април                                  | Њујорк ајлендерси | 1-2       | Флорида пантерс   | Извештај |
| 22. април                                  | Флорида пантерс   | 1-2 (2ОТ) | Њујорк ајлендерси | Извештај |
| 24. април                                  | Њујорк ајлендерси | 2-1 (2ОТ) | Флорида пантерс   | Извештај |
| Ајлендерси су добили серију резултатом 4-2 |                   |           |                   |          |

Ајлендерси су победом над пантерима од 4-2 добили своју прву плејоф серију од 1993. Џон Таварес постигао је гол и уписао две асистенције за госте из Њујорка у победи свог тима од 5-4 у првој утакмици. У наредној утакмици, Роберто Луонго имао је 41 одбрану у победи пантерса од 3-1 и помогао екипи да дођу до изједначења у серији. Ајлендерси су сустигли два гола заостатка из друге деонице и остварили победу голом Томаса Хикија у продужетку треће утакмице. У четвртој утакмици, Јаромир Јагр је уписао асистенцију чиме је забележио свој 200. поен у плејофовима. Пантери су победили са 2-1. Пета и шеста утакмица решене су у другом продужетку идентичним резултатом 2-1 за Њујорк. У петој је Алан Квини постигао победоносни гол 4 минута пре истека другог наставка док је Томас Грајс имао 47 одбрана. У последњој утакмици Таварес је погодио за изједначење 54 секунде пре краја регуларног дела и изборио продужетке за домаћу екипу. У другом продужетку, исти играч постиже и свој други гол за победу у серији и пласман у другу рунду.

### Четвртфиналe источне конференције 2/4
| (А2) Тампа Беј лајтнингси | - | Детроит ред вингси (А3) |

У првој рунди Стенли куп плејофа Источне конференције од 13. до 21. априла 2016. године састали су се Тампа Беј лајтнингси и Детроит ред вингси. Тим са Флориде имао је предност домаћег терена у прве две утакмице.
Тампа Беј лајтнингси су заузели друго место на табели Атлантик дивизије освојивши 97 бодова, четири више од трећепласираних Детроит ред вингса. Ово је био тек други плејоф дуел између ова два клуба. Њихов једини претходни сусет догодио се прошле године у првој рунди плејофа који је Тампа добила са 4-3. Од четири утакмице које су међусобно одиграли у лигашком делу сезоне, оба клуба славила су по два пута.
| 13. април                                  | Тампа Беј лајтнингси | 3-2 | Детроит ред вингси   | Извештај |
| 15. април                                  | Тампа Беј лајтнингси | 5-2 | Детроит ред вингси   | Извештај |
| 17. април                                  | Детроит ред вингси   | 2-0 | Тампа Беј лајтнингси | Извештај |
| 19. април                                  | Детроит ред вингси   | 2-3 | Тампа Беј лајтнингси | Извештај |
| 21. април                                  | Тампа Беј лајтнингси | 1-0 | Детроит ред вингси   | Извештај |
| Лајтнингси су добили серију резултатом 4-1 |                      |     |                      |          |

Лајтнингси су славили у серији са 4-1. У првој утакмици серије, нападач домаћих Никита Кучеров постигао је два гола док је голман Бен Бишоп имао 34 одбране у победи Тампе од 3-2. Тим са Флориде повео је са 2-0 у серији после друге утакмице након победе од 5-2 а Тајлер Џонсон се два пута уписао у стрелце. У трећој утакмици, други голман Детроита, Петр Мразек заменио је на голу свог колегу Џимија Хауарда и успео да одбрани свих 16 удараца на гол у победи од 2-0. Наредну утакмицу обележили су Кучеров са два гола и асистенцијојм и Џонатан Дроан који је асистирао код сва три гола у победи муња од 3-2 на гостовању. У петој и последњој утакмици једини погодак постигао је Алекс Килорн 1:43 пре краја утакмице и тиме ставио тачку на сезону ред вингса а своју екипу одвео у другу рунду против Ајлендерса.

### Четвртфиналe источне конференције 3/4
| (М1) Вашингтон капиталси | - | Филаделфија флајерси (ВК2) |

У периоду од 14. до 24. априла 2016. године, у оквиру прве рунде Стенли куп плејофа Источне конференције играли су Вашингтон капиталси и Филаделфија флајерси. Вашингтон је имао предност домаћег терена у прве две утакмице.
Вашингтон капиталси пласирали су се у полуфинале као победници у Метрополитен дивизији и уједно су и апсолутни носилас у плејофу као освајачи Президентс трофеја након освојених120 бодова у регуларном делу сезоне. Филаделфија флајерси, с друге стране, били су петопласирани тим из исте дивизије и, са 96 освојених бодова у лигашком делу, заузели позицију другог вајл карда. Два тима су се до сада сусретали четири пута у овој фази такмичења и победили у по две серије, сваки. Последњи пут, сусрели су се у првој рунди плејофа 2008. године а Филаделфија је тада славила са 4-3. Ове сезоне имали су четири међусобна дуела и оба тима остварила су по два победе.
| 14. април                                 | Вашингтон капиталси  | 2-0 | Филаделфија флајерси | Извештај |
| 16. април                                 | Вашингтон капиталси  | 4-1 | Филаделфија флајерси | Извештај |
| 18. април                                 | Филаделфија флајерси | 1-6 | Вашингтон капиталси  | Извештај |
| 20. април                                 | Филаделфија флајерси | 2-1 | Вашингтон капиталси  | Извештај |
| 22. април                                 | Вашингтон капиталси  | 0-2 | Филаделфија флајерси | Извештај |
| 24. април                                 | Филаделфија флајерси | 0-1 | Вашингтон капиталси  | Извештај |
| Капиталси су добили серију резултатом 4-2 |                      |     |                      |          |

Вашингтон је добио серију са 4-2 у победама. Капиталси у првом сусрету нису примили гол а у победи од 2-0 Брејден Холтби је зауставио свих 19 удараца гостију ка свом голу. У другој утакмици Холтби је имао 41 одбрану а гол Џејсона Чимере испоставило се да је победоносни након коначних 4-1, пред два наредна гостовања у Филаделфији. Капиталси су поставили рекорд франшизе постигавши пет голова са играчем више у трећој утакмици и уз коначних 6-1 дошли на корак до пласмана у другу рунду. Филаделфија је првом победом у серији успела да избегне свип. Уместо Стива Месона, који је примио шест голова на претходне две утакмице, прилику међу стативама је добио чешки голман Михал Нојвирт и са 31 одбраном помогао да се оствари победа од 2-1 и избегне (или само одложи) елиминација. На крилима Нојвирта флајерси поново добијају и наредну утакмицу. Његове 44 одбране биле су довољне за 2-0. Ова победа остварена је уз само 11 шутева ка голу гостију што је најмањи број упућених удараца ка голу од свих до сада добијених мечева које је Филаделфија одиграла у плејофовима. Шесту утакмицу обележио је само један погодак Никласа Бекстрома којим су капиталси успели да добију своју четврту утакмицу у серији и пласирају се у наредну фазу.

### Четвртфиналe источне конференције 4/4
| (М2) Питсбург пенгвинси | - | Њујорк ренџерси (М3) |

У првој рунди Стенли куп плејофа Источне конференције од 13. до 23. априла 2016. године састали су се Питсбург пенгвинси и Њујорк ренџерси. Екипа из Пенсилваније имала је предност домаћег терена у прве две утакмице.
Пингвини су завршили регуларни део сезоне као другопласирани тим Метрополитен дивизије са освојена 104 бода. Позицију ниже били су њихови ривали, Њујорк ренџерси, који су сакупили 101 бод на лигашкој табели. Ово је био њихов седми сусрет у плејофу укупно а трећи за редом. Ренџери су добили последња два док су пингвини били бољи у прва четири окршаја. Њихов последњи сусрет догодио се у првој рунди плејофа претходне сезоне. Пингвини су у лигашком делу сезоне остварили три победе у четири међусобна дуела.
Пингвини су уједно били екипа са најбољим поседом пака у НХЛ-у током сезоне док су се у тој статистици ренџери нашли на последњој, 30. позицији.
| 13. април                                 | Питсбург пенгвинси | 5-2 | Њујорк ренџерси    | Извештај |
| 16. април                                 | Питсбург пенгвинси | 2-4 | Њујорк ренџерси    | Извештај |
| 19. април                                 | Њујорк ренџерси    | 1-3 | Питсбург пенгвинси | Извештај |
| 21. април                                 | Њујорк ренџерси    | 0-5 | Питсбург пенгвинси | Извештај |
| 23. април                                 | Питсбург пенгвинси | 6-3 | Њујорк ренџерси    | Извештај |
| Пенгвинси су добили серију резултатом 4-1 |                    |     |                    |          |

Пенгвинси су победили ренџере са 4-1 у серији. Нападач Питсбурга Патрик Хорнквист постигао је хет-трик у првој утакмици коју су пингвини добили са 5-2 пред својим навијачима. Џонатан "Џеј-ти" Милер је са три асистенције помогао ренџерсима да победе другу утакмицу са 4-2 и врате серију у егал. У трећој утакмици, након почетног вођства Њујорка, пингвини су постигли три везана гола и са 3-1 решили меч у своју корист. И у четвртој утакмици Питсбург поново стиже до новог брејка. Јевгениј Малкин је постигао два гола са играчем више а Мет Мареј је одбранио све шутеве домаћина за победу од 5-0. Након што су играчи Питсбурга постигли четири гола у другој деоници пете утакмице, тренер ренџера извео је са терена голмана Хенрика Лундквиста који је примио чак шест голова из 23 шута противника. Брајан Раст постигао је два гола и асистенцију, све у другом периоду, за победу од 6-3 и пролаз у наредну рунду где су укрстили копља са Вашингтон капиталсима. Ово је уједно била и прва плејоф серија у којој су за исти тим дебитовала два голмана и у свом првом наступу забележили победу; Џеф Цеткоф у првој и Мет Мареј у трећој утакмици серије.

### Четвртфиналe западне конференције 1/4
| (Ц1) Далас старси | - | Минесота вајлдси (ВК2) |

Прву рунду Стенли куп плејофа Западне конференције играли су Далас старси и Минесота вајлдси у периоду од 14. до 24. априла 2016. године. Далас је имао предност домаћег терена у прве две утакмице.
Старси су у плејоф ушли са позиције један у Централној дивизији освојивши 109 бодова. Минесота вајлдси заузели су пету позицију у истој дивизији и са сакупљених 87 бодова ушли у плејоф као други вајлд кард тим Западне конференције. Ово је био први међусобни сусрет ове две екипе у завршници сезоне. Током лигашког дела првенства Далас је победио у четири од пет одиграних утакмица против вајлдса.
Иначе ова франшиза Старса је пре селидбе у Тексас 1993. године, играла у Блумингтону, у Минесоти, под именом Минесота норт старси којe су носили од оснивања 1967. године, и били прва НХЛ франшиза у Минесоти. Минесота вајлдси су основани 2000. године као засебна франшиза.
| 14. април                              | Далас старси     | 4-0      | Минесота вајлдси | Извештај |
| 16. април                              | Далас старси     | 2-1      | Минесота вајлдси | Извештај |
| 18. април                              | Минесота вајлдси | 5-3      | Далас старси     | Извештај |
| 20. април                              | Минесота вајлдси | 2-3      | Далас старси     | Извештај |
| 22. април                              | Далас старси     | 4-5 (ОТ) | Минесота вајлдси | Извештај |
| 24. април                              | Минесота вајлдси | 4-5      | Далас старси     | Извештај |
| Старси су добили серију резултатом 4-2 |                  |          |                  |          |

Старси су добили серију 4-2. Џејми Бен је постигао гол и имао две асистенције а Кари Лехтонен одбранио свих 22 ударца вајлдса за победу домаћина од 4-0 у првој утакмици серије. Бен је поново био стрелац и у другом мечу. Постигао је победоносни гол којим су "звзде" добиле госте из Минесоте са 2-1 и повећале предност у серији. Старси су одлично отворили и наредну утакмицу а захваљујући двоструком стрелцу Патрику Шарпу на семафору је након 4:10 првог периода писало 2-0. Затим је Минесота са четири везана гола успела у потпуности да преокрене резултат а двоструки стрелац у победи од 5-3 био је Џејсон Поминвил. Анти Ниеми је са 28 одбрана помогао старсима у победи од 3-2 па је након четврте утакмице у серији Далас делила само једна победа од пласмана у другу рунду. Ипак, вајлдси су успели да избегну елиминацију након пете утакмице када је Мико Коиву постигао свој други гол на утакмици, у 4:55 првог продужетка, за тесну победу од 5-4. У шестој утакмици, старси су повели са 4-0 али је Минесота са три гола за мање од пет минута, током треће деонице, покушала да ухвати прикључак. Ипак, Алекс Голигоски погађа за двоструку предност гостију чиме је одлучен путник у наредну фазу, након победе од 5-4 у "Екс" центру.

### Четвртфиналe западне конференције 2/4
| (Ц2) Сент Луис блуз | - | Чикаго блекхокси (Ц3) |

У првој рунди Стенли куп плејофа Западне конференције састали су се Сент Луис блуз и Чикаго блекхокси у периоду од 13. до 25. априла 2016. године. Сент Луис је имао предност домаћег терена у прве две утакмице.
Сент Луис је лигашки део сезоне завршио као другопласирани клуб Централне дивизије са освојених 107 бодова док је Чикаго заузео позицију ниже са сакупљена 103 бода. Ово је био 12. плејоф сусрет ових ривала а Чикаго је изашао као победник у претходних осам од једанаест одиграних серија. Последњи пут су се сусрели у првој рунди плејофа 2014. у којој су блекхокси славили са 4-2.
| 13. април                           | Сент Луис блуз   | 1-0 (ОТ)  | Чикаго Блекхокси | Извештај |
| 15. април                           | Сент Луис блуз   | 2-3       | Чикаго Блекхокси | Извештај |
| 17. април                           | Чикаго Блекхокси | 2-3       | Сент Луис блуз   | Извештај |
| 19. април                           | Чикаго Блекхокси | 3-4       | Сент Луис блуз   | Извештај |
| 21. април                           | Сент Луис блуз   | 3-4 (2ОТ) | Чикаго Блекхокси | Извештај |
| 23. април                           | Чикаго Блекхокси | 6-3       | Сент Луис блуз   | Извештај |
| 25. април                           | Сент Луис блуз   | 3-2       | Чикаго Блекхокси | Извештај |
| Блуз је добио серију резултатом 4-3 |                  |           |                  |          |

Сент Луис је елиминисао Чикаго у седам мечева иако су плавци имали предност од 3-1 у серији. У првој утакмици није било голова у регуларних 60 минута а једини гол на утакмици дело је Дејвида Бекиса који је након 9:04 првог продужетка донео минималну победу домаћину. Брајан Елиот имао је 35 одбрана у победи свог тима. Црни соколови Илиноиса узвратили су брејком у другој утакмици и победили са 3-2 уз две асистенције Патрика Кејна. Сент Луис је узвратио истом мером и истим резултатом а Елиот уписао 44 одбране у победи свог тима од 3-2 на првом од два везана гостовању. У четвртој утакмици видели смо физички обрачун голмана Чикага са нападачем Сент Луиса Робијем Фабријем након што се Фабри сударио са голманом домаћих Коријем Крофордом, одгурнут од стране капитена хокса Џонатана Тејвса. Свирано је пет искључења а Чикаго је у наставку са играчем више стигао до поготка. Владимир Тарасенко је дао два гола и Сент Луис је са коначних 4-3 стигао до друге победе на гостовању и вођства у серији од 3-1. Нападач блекхокса Ендру Шо кажњен је од стране лиге мечом суспензије због хомофобичног коментара за време утакмице и казном од 5.000 америчких долара због непримерене гестикулације упућене једном од судија (накнадно се извинио због оба прекршаја). У петој утакмици Сент Луис је сустигао вођство Чикага од 3-1 у трећем периоду и изборио продужетке али је у другом наставку ипак капитулирао након поготка Патрика Кејна. Уз коначних 4-3 блекхокси су избегли елиминацију. У шестој утакмици соколови су били екипа која је јурила резултат. Након почетних 3-1 за блуз, Чикаго је са пет везаних голова преокренуо резултат и добио утакмицу 6-3, чиме је поново избегао испадање и изједначио серију на 3-3 пред одлучујући дуел у Мисурију. У последњој утакмици домаћи су повели са 2-0 али је Чикаго изједначио резултат головима Маријана Хосе и Ендруа Шоа. Али у трећем периоду Трој Бровер ипак постиже погодак за победу Сент Луиса од 3-2 и пролаз у другу рунду плејофа Западне конференције.

### Четвртфиналe западне конференције 3/4
| (П1) Анахајм дакси | - | Нешвил предаторси (ВК1) |

У периоду од 15. до 27. априла 2016. године, у оквиру прве рунде Стенли куп плејофа Западне конференције, састали су се Анахајм дакси и Нешвил предаторси. Анахајм је имао предност домаћег терена у прве две утакмице.
Анахајм дакси окончали су први део сезоне као првопласирани у Пацифик дивизији, уз освојена 103 бода. Нешвил предаторси пласирали су се у плејоф са прве вајлд кард позиције Запада као четвртопласирани тим Централне дивизије уз освојених 96 бодова на лигашкој табели. Ово је био њихов тек други сусрет у плејофу а једини пут до сада сусрели су се 2011. у оквиру прве рунде плејофа Западне конференције када су предатори славили након шест утакмица. Током регуларног дела сезоне Нешвил је победио у два од три одиграна дуела ових противника.
| 15. април                                  | Анахајм дакси     | 2-3 | Нешвил предаторси | Извештај |
| 17. април                                  | Анахајм дакси     | 2-3 | Нешвил предаторси | Извештај |
| 19. април                                  | Нешвил предаторси | 0-3 | Анахајм дакси     | Извештај |
| 21. април                                  | Нешвил предаторси | 1-4 | Анахајм дакси     | Извештај |
| 23. април                                  | Анахајм дакси     | 5-2 | Нешвил предаторси | Извештај |
| 25. април                                  | Нешвил предаторси | 3-1 | Анахајм дакси     | Извештај |
| 27. април                                  | Анахајм дакси     | 1-2 | Нешвил предаторси | Извештај |
| Предаторси су добили серију резултатом 4-3 |                   |     |                   |          |

И четврту годину за редом дакси су елиминисани у седмој утакмици на домаћем терену након што су претходно водили са 3-2 у серији. Џејмс Нил је погодио у 35. секунди прве утакмица а Пека Рине зауставио 27 удараца на гол домаћина у победи предаторса од 3-2. У следећој утакмици, Рине је поново имао 27 одбрана у новом тријумфу од 3-2 па је Нешвил први пут у историји повео са 2-0 у серији. Уочи треће утакмице, на голу Анахајма дошло је до рокаде. Фредерик Андерсен је заузео место међу стативама уместо Џона Гибсона и успео да заустави свих 27 удараца домаћих у победи патака од 3-0 у Тенесију. Са нових 30 одбрана, Андерсен је поново био један од јунака у победи гостију од 4-1 чиме су патке изједначиле серију. Три играча дакса, Рајан Гецлаф, Дејвид Перон и Сами Ватанен уписала су по два поена у петом мечу који је домаћи тим добио са 5-2 и повео у серији. У наредном мечу, Матиас Екхолм, Џејмс Нил и Шеј Вебер су били прецизни у победи од 3-1 па су предатори тако изборили седми сусрет, први пут у историји. У одлучујућој утакмици, Пека Рине је одбранио 36 шутева а Нешвил предаторси, новом победом од 2-1, изборили пласман у наредну рунду где су им противници били Сан Хозе шаркси.
Анахајм је продужио неславну статистику пораза у седмој утакмици. Поражени су од ред вингса у плејофу 2013. године, од кингса 2014, од блекхокса 2015. - сваки пут код куће. Из пет покушаја патке су седму утакмицу у свом Хонда центру добиле само једном. Тренер Анахајма, Брус Бордо, само је једном водио екипу до победе у седмом мечу плејоф серије у осам покушаја (комбиновано, водећи даксе и капиталсе).

### Четвртфиналe западне конференције 4/4
| (П2) Лос Анђелес кингси | - | Сан Хозе шаркси (П3) |

Калифорнијски ривали из Пацифик дивизије, Лос Анђелес кингси и Сан Хозе шаркси одиграли су од 14. до 22. априла 2016. године серију прве рунде Стенли куп плејофа Западне конференције. Кингси су имали предност домаћег терена у прве две утакмице.
Лос Анђелес кингси заузели су друго место у Пацифик дивизији након лигашког дела сезоне са 102 освојена бода. Одмах испод њих на табели били су ривали из Сан Хозеа са 98 бодова. Ово је био њихов четврти сусрет у плејофу лиге а кингси су победили у два наврата од претходне три серије. Последњи пут су се сусрели у првој рунди 2014. године који су кингси великим преокретом добили са 4-3 након вођства ајкула од 3-0 у серији. Шаркси су остварили победе у три од пет одиграних мечева током регуларног дела сезоне.
| 14. април                              | Лос Анђелес кингси | 3-4      | Сан Хозе шаркси    | Извештај |
| 16. април                              | Лос Анђелес кингси | 1-2      | Сан Хозе шаркси    | Извештај |
| 18. април                              | Сан Хозе шаркси    | 1-2 (OT) | Лос Анђелес кингси | Извештај |
| 20. април                              | Сан Хозе шаркси    | 3-2      | Лос Анђелес кингси | Извештај |
| 22. април                              | Лос Анђелес кингси | 3-6      | Сан Хозе шаркси    | Извештај |
| Шаркси су добили серију резултатом 4-1 |                    |          |                    |          |

Сан Хозе шаркси су елиминисали кингсе са 4-1 у серији након остварене три победе на гостовањима у Стејплс центру, у Лос Анђелесу. На отварању серије, Џо Павелски је постигао два гола, укључујући и победоносни на почетку трећег периода (0:17), за 4-3 и вођство ајкула у серији. Голман шаркса, и бивша резерва кингса, Мартин Џонс, примио је један гол из 27 покушаја домаћина у другој утакмици, па су ајкуле након коначних 2-1, стигли до друге победе у гостима и повећали вођство у серији. Након 1-1 у регуларних 60 минута, Танер Пирсон је постигао гол, након 3:47 првог продужетка, и омогућио краљевима победу од 2-1 у трећој утакмици серије. Џонатан Квик је зауставио 29 удараца шаркса. У четвртој утакмици, ајкуле су повеле са 3-0 головима Бeрнса, Павелског и Марлоа, сви постигнути са играчем више. Кингси су покушали да се врате у меч али највише што су могли да учине је да ублаже пораз до коначних 2-3. У петој утакмици, ајкуле поново стижу до 3-0 на почетку другог периода али до краја те деонице домаћи тим успева да изједначи резултат. Ипак трећи део игре и нову серију од три везана гола ајкула, својим другим поготком на утакмици, отвара Јонас Донскои, а Џо Павелски и Мелкер Карлсон поготцима само потврђују победу ајкула од 6-3 и заказују другу рунду са предаторима.

## Полуфинала конференција
Полуфиналима називамо прву другу (серију) које тимови играју..

### Полуфиналe источне конференције 1/2
| (А2) Тампа Беј лајтнингси | - | Њујорк ајлендерси (ВК1) |

У другој рунди Стенли куп плејофа Источне конференције од 27. априла до 8. маја 2016. године састали су се Тампа Беј лајтнингси и Њујорк ајлендерси. Лајтнингси су имали предност домаћег терена у прве две утакмице.
Ово је био тек други сусрет ових ривала у завршници такмичења а једини претходни дуел имали су на отварању плејофа Источне конференције 2004. године који је Тампа добила са 4-1. Ајлендерси су победили у два од три сусрета одиграна у регуларном делу сезоне.
| 27. април                                  | Тампа Беј лајтнингси | 3-5      | Њујорк ајлендерси    | Извештај |
| 30. април                                  | Тампа Беј лајтнингси | 4-1      | Њујорк ајлендерси    | Извештај |
| 3. мај                                     | Њујорк ајлендерси    | 4-5 (ОТ) | Тампа Беј лајтнингси | Извештај |
| 6. мај                                     | Њујорк ајлендерси    | 1-2 (ОТ) | Тампа Беј лајтнингси | Извештај |
| 8. мај                                     | Тампа Беј лајтнингси | 4-0      | Њујорк ајлендерси    | Извештај |
| Лајтнингси су добили серију резултатом 4-1 |                      |          |                      |          |

Лајтнингси су елиминисали Ајлендерсе након победе од 4-1 у серији. Острвљани су добили прву утакмицу резултатом 5-3 уз два гола Шејна Принса. Тајлер Џонсон је у наредној утакмици постигао два гола, у победи муња од 4-1, за изједначење у серији. Трећа и четврта утакмица, завршене су победом Тампа Беја на гостовању, након изједначујућег гола Никите Кучерова у трећем периоду којим су муње избориле продужетке. У трећем мечу Кучеров је погодио 39 секунди пре краја регуларних 60 минута а Брајан Бојли је голом, после 2:48 наставка, омогућио победу гостију од 5-4. У четвртом сусрету, Џејсон Герисон постигао је победоносни гол након 1:49 првог продужетка за победу Тампе од 2-1. Бен Бишоп је зауставио свих 28 удараца ајлендерса а Виктор Хедман био двоструки стрелац у победи лајтнингса од 4-0 за друго везано финале Источне конференције.

### Полуфиналe источне конференције 2/2
| (М1) Вашингтон капиталси | - | Питсбург пенгвинси (М2) |

У другом полуфиналу Стенли куп плејофа Источне конференције које се играло од 28. априла до 10. маја 2016. године састали су се Вашингтон капиталси и Питсбург пенгвинси. Капиталси су имали предност домаћег терена у прве две утакмице.
Ово је био девети сусрет ових ривала у плејофу а Вашингтон је до сада славио само једном у претходних осам окршаја. Последњи међусобни сусрет догодио се у другој рунди плејофа Источне конференције 2009. године коју је добио Питсбург после седам мечева. У регуларном делу сезоне састали су се пет пута а пингвини су славили у три утакмице.
| 28. април                                 | Вашингтон капиталси | 4-3 (ОТ) | Питсбург пенгвинси  | Извештај |
| 30. април                                 | Вашингтон капиталси | 1-2      | Питсбург пенгвинси  | Извештај |
| 2. мај                                    | Питсбург пенгвинси  | 3-2      | Вашингтон капиталси | Извештај |
| 4. мај                                    | Питсбург пенгвинси  | 3-2 (ОТ) | Вашингтон капиталси | Извештај |
| 7. мај                                    | Вашингтон капиталси | 3-1      | Питсбург пенгвинси  | Извештај |
| 10. мај                                   | Питсбург пенгвинси  | 4-3      | Вашингтон капиталси | Извештај |
| Пенгвинси су добили серију резултатом 4-2 |                     |          |                     |          |

Пингвини су елиминисали капиталсе након шест утакмица. Ти-Џеј Оши постигао је хет-трик а последњи његов гол решио је питање победника у продужетку. Капиталси су добили прву утакмицу са 4-3. Бивши нападач Вашингтона, Ерик Фер, постигао је победоносни гол у трећем периоду друге утакмице коју су пенгвинси решили у своју корист резултатом 2-1. Мет Мареј је имао 47 одбрана у победи пингвина од 3-2 у трећој утакмици серије. Патрик Хорнквист је, уз гол у продужетку, уписао и асистенцију у трећој везаној победи Питсбурга. Коначни резултат утакмице био је 3-2. Капиталси су избегли елиминацију након петог сусрета пошто је Брејден Холтби зауставио 30 шутева противника за победу Вашингтона од 3-1. Шеста утакмица почела је вођством пингвина од 3-0, уз два гола Фила Кесела, након чега су капиталси стигли до изједначења пред крај регуларног дела сусрета. У продужетку, након 6:32, Ник Бонино је постигао свој други погодак у плејофу и одвео Питсбург у финале Источне конференције.

### Полуфиналe западне конференције 1/2
| (Ц1) Далас старси | - | Сент Луис блуз (Ц2) |

У периоду од 29. априла до 11. маја 2016. године, у оквиру друге рунде Стенли куп плејофа Западне конференције, састали су се Далас старси и Сент Луис блуз. Далас је имао предност домаћег терена у прве две утакмице.
То је био већ тринаести дуел ових клубова. У претходним сусретима оба клуба остварила су по шест победничких серија. Далас и Сент Луис последњи пут су се сусрели у полуфиналу Запада 2001. године када је Сент Луис елиминисао ривале са 4-0 у серији. Од пет утакмица, које су ове екипе међусобно одиграле у лигашком делу сезоне, тим из Мисурија је славио четири пута.
| 29. април                           | Далас старси   | 2-1      | Сент Луис блуз | Извештај |
| 1. мај                              | Далас старси   | 3-4 (ОТ) | Сент Луис блуз | Извештај |
| 3. мај                              | Сент Луис блуз | 6-1      | Далас старси   | Извештај |
| 5. мај                              | Сент Луис блуз | 2-3 (ОТ) | Далас старси   | Извештај |
| 7. мај                              | Далас старси   | 1-4      | Сент Луис блуз | Извештај |
| 9. мај                              | Сент Луис блуз | 2-3      | Далас старси   | Извештај |
| 11. мај                             | Далас старси   | 1-6      | Сент Луис блуз | Извештај |
| Блуз је добио серију резултатом 4-3 |                |          |                |          |

Сент Луис је елиминисао Далас са 4-3 у серији. У првој утакмици, Радек Факса је довео Далас у вођство од 2-1, на 4:44 пре краја регуларног дела, што се испоставило да је био и коначан резултат сусрета. У другој утакмици, старси су успели да постигну два гола у последњој деоници и сустигну предност противника од 3-1. Утакмица је ушла у продужетак а Дејвид Бекис, капитен гостију, погађа у ситуацији са играчем више за победу блуза од 4-3 и изједначење у серији. Александер Стин са два поготка и Владимир Тарасенко уз гол и две асистенције помажу плавцима да декласирају Далас са 6-1, у трећем мечу. Џејми Бен је уписао две асистенције а Коди Икин у продужетку постиже свој први гол у овогодишњем плејофу за победу старса од 3-2 и ново изједначење у серији након четири одигране утакмице. Пол Стесни је постигао гол и уписао једну асистенцију а Брајан Елиот имао 27 одбрана у петом сусрету који је Сент Луис решио у своју корист са 4-1. Далас је у шестој утакмици повео са 3-0 у првој трећини. То је натерало тренера блуза Кена Хичкока да уместо индиспонираног Елиота, који је одбранио само четири шута, међу стативе постави Џејка Алена. Далас је до краја утакмице сачувао предност и са коначних 3-2 успео да избегне елиминацију. У одлучујућој утакмици, Далас једноставно ништа није могао да уради против расположених гостију. Трој Бровер, Пол Стесни и Роби Фабри уписали су по гол и две асистенције за победу Сент Луиса од 6-1 и пласман у финале Западне конференције.

### Полуфиналe западне конференције 2/2
| (П3) Сан Хозе шаркси | - | Нешвил предаторси (ВК1) |

У другом полуфиналу Западне конференције, Сан Хозе шаркси и Нешвил предаторси играли су од 29. априла до 12. маја 2016. године. Ајкуле су имале предност домаћег терена у прве две утакмице.
Ово је био трећи сусрет ових екипа у плејофу а шаркси су добили обе претходна пута. Последњи пут је то било 2007, у дуелу прве рунде плејофа Запада, а ајкуле су тада славиле са 4-1. Предатори су ове сезоне били бољи у међусобним сусретима, победивши у два од три дуела.
| 29. април                              | Сан Хозе шаркси   | 5-2       | Нешвил предаторси | Извештај |
| 1. мај                                 | Сан Хозе шаркси   | 3-2       | Нешвил предаторси | Извештај |
| 3. мај                                 | Нешвил предаторси | 4-1       | Сан Хозе шаркси   | Извештај |
| 5. мај                                 | Нешвил предаторси | 4-3 (3ОТ) | Сан Хозе шаркси   | Извештај |
| 7. мај                                 | Сан Хозе шаркси   | 5-1       | Нешвил предаторси | Извештај |
| 9. мај                                 | Нешвил предаторси | 4-3 (ОТ)  | Сан Хозе шаркси   | Извештај |
| 12. мај                                | Сан Хозе шаркси   | 5-0       | Нешвил предаторси | Извештај |
| Шаркси су добили серију резултатом 4-3 |                   |           |                   |          |

Шаркси су славили против предатора у седам утакмица у којима је сваки пут побеђивао домаћин. Логан Кутур је био двоструки стрелац за ајкуле у првој утакмици у победи свог тима од 5-2. Мартин Џонс је са 37 одбрана сачувао Сан Хозе у другој утакмици коју су победили резултатом 3-2. Шеј Вебер је имао гол и асистенцију а Пека Рине одбранио 26 шутева гостију у победи Нешвила од 4-1. Предатори су у четвртој утакмици играли свој најдужи плејоф меч. Мајк Фишер је постигао победоносни гол тек у 11:12 трећег продужетка и обезбедио домаћим игрчима победу од 4-3 и изједначење у серији. Ајкуле су пету утакмицу лагано решиле у своју корист са 5-1 а Џо Павелски је био двоструки стрелац у победничкој екипи. Иако су водили са 2-0, шаркси су успели да испусте победу и реше серију након шесте утакмице. Утакмица је отишла у продужетак а новајлија у тиму предатора, Виктор Арвидсон, погодио је за победу од 4-3 и шансу за пролаз даље након седме утакмице. Ипак, у наредној утакмици, предаторси су просто изгледали као екипа која се ту случајно нашла. Џонс је зауставио свих 20 удараца гостију а расположени Кутур уписао гол и две асистенције за великих 5-0 и четврто конференцијско финале Сан Хозеа (сва три пута до сада су били поражени).

## Финале источне конференције
| (М2) Питсбург пенгвинси | - | Тампа Беј лајтнингси (А2) |

Финале Источне конференције, Питсбург пенгвинси и Тампа Беј лајтнингси одиграли су од 13. до 26. маја 2016. године. Пенгвинси су имали предност домаћег терена у прве две утакмице.
Ово је био други сусрет у плејофу два тима. Једини претходни дуел пингвини и муње одиграли су у оквиру четвртфинала Источне конференције 2011. године који је Тампа Беј добио са 4-3 сустигавши предности пингвина од 3-1 након четврте утакмице у серији. Питсбург је своје последње финале конференције одиграо 2013. године када су их са 4-0 "почистили" Бостон бруинси. За Тампу је ово друго везано конференцијско финале а у прошлој сезони били су бољи од ренџера са 4-3. У лигашком делу сезоне, лајтнингси су победили у сва три сусрета.
| 13. мај                                                                       | Питсбург пенгвинси   | 1-3      | Тампа Беј лајтнингси | Извештај |
| 16. мај                                                                       | Питсбург пенгвинси   | 3-2 (ОТ) | Тампа Беј лајтнингси | Извештај |
| 18. мај                                                                       | Тампа Беј лајтнингси | 2-4      | Питсбург пенгвинси   | Извештај |
| 20. мај                                                                       | Тампа Беј лајтнингси | 4-3      | Питсбург пенгвинси   | Извештај |
| 22. мај                                                                       | Питсбург пенгвинси   | 3-4      | Тампа Беј лајтнингси | Извештај |
| 24. мај                                                                       | Тампа Беј лајтнингси | 2-5      | Питсбург пенгвинси   | Извештај |
| 26. мај                                                                       | Питсбург пенгвинси   | 2-1      | Тампа Беј лајтнингси | Извештај |
| Пенгвинси су добили серију резултатом 4-3 (Пета титула шампиона конференције) |                      |          |                      |          |

Питсбург је елиминисао Тампа Беј лајтнингсе у седам утакмица. У првој утакмици, тампин голман Бен Бишоп изнет је са терена на носилима због повреде леђа коју је зарадио у првој трећини игре. Заменио га је Андреј Василевскиј који је са 25 одбрана помогао тиму да дође до прве победе у серији од 3-1. По два гола постигла су оба тима у првом периоду друге утакмице након чега су мреже мировале до краја регуларног дела. Свега 40 секунди било је потребно пингвинима да постигну погодак у продужетку преко Сиднија Крозбија, који је својим четвртим голом у овом плејофу омогућио својој екипи победу од 3-2 и изједначење у серији. Карл Хагелин и Фил Кесел уписали су по гол и асистенцију за победу Питсбурга од 4-2 у трећем сусрету. Муње су изједначиле серију после четврте утакмице победом од 4-3 а Никита Кучеров и Алекс Килорн уписали су по две асистенције. Тампа је након предности од 4-0 у другој трећини дозволила серију од три гола гостију у последњем периоду али је успела да сачува победу. Пингвини су прокоцкали предност од 2-0 и 3-2 током пете утакмице и изгубили у продужетку након гола Тајлера Џонсона у 53. секунди наставка за коначних 4-3 у корист гостију са Флориде. Брајан Бојли из Тампа Беја је са два гола половином треће деонице смањио предност Питсбурга од 3-0 али је одговор ривала уследио убрзо након тога, преко Брајана Раста за 4-2 и Ника Бонина на празан гол за коначних 5-2 и 3-3 у серији. У одлучујућем сусрету Брајан Раст је постигао оба гола Питсбурга за победу од 2-1 и пласман пингвина у своје пето Стенли куп финале.

## Финале западне конференције
| (Ц2) Сент Луис блуз | - | Сан Хозе шаркси (П3) |

Финале Западне конференцијe, одиграли су у периоду од 15. до 25. маја 2016. године, Сент Луис блуз и Сан Хозе шаркси. Сент Луис је имао предност домаћег терена у прве две утакмице.
Ово је уједно била и пета међусобна плејоф серија ова два тима (у претходне четири серије резултат је био 2-2). Последњи пут су се срели у сезони 2011/12, у првој рунди плејофа коју је Сент Луис добио са 4-1. Сент Луис је последње конференцијско финале играо у плејофу након сезоне 2000/01 када су поражени од Колорада 4-1, док су Шаркси своје последње финале изгубили истим резултатом од Канакса у сезони 2010/11. У регуларном делу сезоне тимови су се сурели три пута од чега је два пута славио тим из Калифорније.
| 15. мај                                                                    | Сент Луис блуз  | 2-1 | Сан Хозе шаркси | Извештај |
| 17. мај                                                                    | Сент Луис блуз  | 0-4 | Сан Хозе шаркси | Извештај |
| 19. мај                                                                    | Сан Хозе шаркси | 3-0 | Сент Луис блуз  | Извештај |
| 21. мај                                                                    | Сан Хозе шаркси | 3-6 | Сент Луис блуз  | Извештај |
| 23. мај                                                                    | Сент Луис блуз  | 3-6 | Сан Хозе шаркси | Извештај |
| 25. мај                                                                    | Сан Хозе шаркси | 5-2 | Сент Луис блуз  | Извештај |
| Шаркси су добили серију резултатом 4-2 (Прва титула шампиона конференције) |                 |     |                 |          |

Ајкуле су добиле Блуз у шест утакмица. Сент Луис је победио у првој утакмици са 2-1 уз велику помоћ голмана Брајана Елиота који је уписао 31 одбрану. Шаркси су направили брејк у другом мечу за изједначење у серији. У победи од 4-0 дефанзивац Брент Бeрнс је постигао два гола док је Мартин Џонс на голу зауставио свих 26 удараца домаћина. У наредној утакмици, првој у серији пред домаћом публиком, голман ајкула Џонс је поново зазидао свој гол (22 одбране) а истакао се и Томаш Хертл са два поготка за победу од 3-0. Трој Броувер и Кајл Бродзиак су са по два поготка поново донели изједначење у серији након победе Блуза од 6-3 у четвртој утакмици, у Сан Хозеу, и то је било све што смо видели од екипе из Мисурија у овој серији. У петој утакмици Џо Павелски и Џоел Вард, сваки са по два поготка, враћају предност ајкулама у победи од 6-3 усред Сент Луиса, па је остало да пред својом публиком први пут у историји франшизе освоје дуго чекани Кемпбел боул - титулу шампиона Западне конференције. Џоел Вард је и другу утакмицу за редом постигао два гола за тријумф од 5-2 и укупних 4-2 у серији чиме су Шаркси први пут у историји изборили најважнију серију у сезони (након 3 неуспешна покушаја).

## Стенли куп финале
| (М2) Питсбург пенгвинси | - | Сан Хозе шаркси (П3) |

Финална серија играна је у периоду од 30. маја до 12. јуна 2016. године између Питсбург пенгвинса, шампиона Источне конференције, и Сан Хозе шаркса, шампиона Запада. Питсбург је имао предност домаћег терена у прве две утакмице.
Ово је био први сусет у плејофу између ова два клуба. Пингвинима је ово било пето учешће у Стенли куп финалима а последњи пут су ту били 2009. када су победили Детроит ред вингсе са 4-3 у серији и освојили своју трећу титулу. Шарксима је ово било прво учешће у финалима током 25 година дуге историје, од настанка 1991/92. У регуларном делу сезоне оба тима су у међусобним сусретима остварила по једну победу.
| 30. мај                                                        | Питсбург пенгвинси | 3-2      | Сан Хозе шаркси    | Извештај |
| 1. јун                                                         | Питсбург пенгвинси | 2-1 (OT) | Сан Хозе шаркси    | Извештај |
| 4. јун                                                         | Сан Хозе шаркси    | 3-2 (OT) | Питсбург пенгвинси | Извештај |
| 6. јун                                                         | Сан Хозе шаркси    | 1-3      | Питсбург пенгвинси | Извештај |
| 9. јун                                                         | Питсбург пенгвинси | 2-4      | Сан Хозе шаркси    | Извештај |
| 12. јун                                                        | Сан Хозе шаркси    | 1-3      | Питсбург пенгвинси | Извештај |
| Пенгвинси су добили серију резултатом 4-2 (Четврти Стенли куп) |                    |          |                    |          |

Питсбург је победио Сан Хозе у финалној серији са 4-2. До прве победе у серији пенгвинси су стигли након победоносног гола Ника Бонина 2:33 пре краја трећег периода за 3-2. Већ у наредној утакмици вођство у серији порасло је на 2-0 у корист Питсбурга након поготка Конора Ширија у продужетку за победу од 2-1, што је био његов четврти гол у дотадашњем делу плејофа. У трећој утакмици шаркси су смањили заостатак у серији. Након два вођства Питсбурга, ајкуле су преокренуле резултат голом Џоела Варда, за изједначење и продужетак, да би Јонас Донскои био прецизан након 12:18 првог наставка за коначних 3-2. У четвртој утакмици стрелац победосног гола био је Јевгениј Малкин за коначних 3-1 и корак до титуле. Занимљиво да је ово била једина од шест утакмица серије у којој су шаркси упутили више удараца на гол од свог ривала. Логан Кутур је голом и уз две асистенције помогао ајкулама да избегну елиминацију у петој утакмици а након 4-2 у гостима серија је враћена у Калифорнију. У шестом сусрету у серији, Крис Летанг је постигао победоносни гол у другој деоници да би Патрик Хорнквист само оверио титулу поготком на празан гол 1:10 пре краја утакмице за коначних 3-1 и освајање новог Стенлијевог трофеја за пингвине из Пенсилваније.
Питсбург пенгвинси су крунисали сезону својом четвртом титулом а сваки пут до сада су је освајали након победе у гостима.

### Питсбург пенгвинси - освајачи Стенли купа 2016.
Стенлијев трофеј је капитену пингвина Сиднију Крозбију предао комесар НХЛ лиге Гери Бетмен.
Играчи који су освојили трофеј:
| Одбрамбени | Одбрамбени     |
| ---------- | -------------- |
| 3          | Оли Мата       |
| 4          | Џастин Шулц    |
| 6          | Тревор Дели    |
| 8          | Брајан Думолин |
| 12         | Бен Лавџој     |
| 28         | Ијан Кол       |
| 58         | Крис Летанг    |

| Крила | Крила            |
| ----- | ---------------- |
| 9     | Паскал Дупуа     |
| 14    | Крис Куниц (А)   |
| 17    | Брајан Раст      |
| 34    | Том Кинекл       |
| 43    | Конор Шири       |
| 62    | Карл Хагелин     |
| 72    | Патрик Хорнквист |
| 81    | Фил Кесел        |

| Центри | Центри              |
| ------ | ------------------- |
| 7      | Мет Кален           |
| 11     | Кевин Портер        |
| 13     | Ник Бонино          |
| 16     | Ерик Фер            |
| 71     | Јевгениј Малкин (А) |
| 87     | Сидни Крозби (К)    |

| Голмани | Голмани          |
| ------- | ---------------- |
| 29      | Марк-Андре Флери |
| 30      | Мет Мареј        |
| 37      | Џеф Цаткоф       |

Играчи Сидни Крозби, Марк-Андре Флери, Крис Куниц, Крис Летанг, Јевгениј Малкин и Паскал Дупоа су по други пут угравирани на трофеју.
Тренери, чланови управе клуба и други:
Мајк Саливан (главни тренер) - Марио Лемју, Роналд Баркл, Вилијем Кеслинг, Дејвид Морхаус, Тревис Вилијамс, Џим Рутерфорд, Џејсон Ботерил, Бил Гверин, Џејсон Карманос, Марк Реки, Жак Мартин, Рик Токет, Мајк Бејлс, Енди Сосиер, доктор Дармеш Вјас, Крис Стјуарт, Кертис Бел, Патрик Стидл, Енди О’Брајан, Алекс Тринка, Дана Хајнц, Тед Ричардс, Џон Таглианети, Џим Брит, Ден Мекинон, Ренди Секстон, Дерек Кленси.

## Статистика
У овом издању плејофа 16 тимова је одиграло укупно 91 утакмицу у оквиру 15 плејоф серија. Тимови са Истока су међусобно одиграли 40 утакмица док су представници Западне конференције одиграли укупно 45 мечева.

### Тимови
| Клуб                 | ОУ | П  | И  | ГД | ГП | ГДУ  | ГПУ  | ИВ   | ИМ   |
| -------------------- | -- | -- | -- | -- | -- | ---- | ---- | ---- | ---- |
| Питсбург пенгвинси   | 24 | 16 | 8  | 73 | 55 | 3.04 | 2.29 | 23.4 | 85.1 |
| Сан Хозе шаркси      | 24 | 14 | 10 | 75 | 56 | 3.13 | 2.33 | 24.0 | 79.7 |
| Тампа Беј лајтнингси | 17 | 11 | 6  | 48 | 40 | 2.82 | 2.35 | 16.1 | 86.6 |
| Сент Луис блуз       | 20 | 10 | 10 | 57 | 56 | 2.85 | 2.80 | 26.3 | 80.0 |
| Далас старси         | 13 | 7  | 6  | 35 | 42 | 2.69 | 3.23 | 15.4 | 73.7 |
| Нешвил предаторси    | 14 | 7  | 7  | 31 | 43 | 2.21 | 3.07 | 8.7  | 73.9 |
| Вашингтон капиталси  | 12 | 6  | 6  | 29 | 22 | 2.42 | 1.83 | 26.0 | 90.7 |
| Њујорк ајлендерси    | 11 | 5  | 6  | 26 | 32 | 2.36 | 2.91 | 23.1 | 85.7 |
| Анахајм дакси        | 7  | 3  | 4  | 18 | 14 | 2.57 | 2.00 | 16.0 | 96.2 |
| Чикаго блекхокси     | 7  | 3  | 4  | 20 | 19 | 2.86 | 2.71 | 31.6 | 72.2 |
| Флорида пантерси     | 6  | 2  | 4  | 14 | 15 | 2.33 | 2.50 | 13.3 | 76.2 |
| Минесота вајлдси     | 6  | 2  | 4  | 17 | 21 | 2.83 | 3.50 | 25.0 | 78.9 |
| Филаделфија флајерси | 6  | 2  | 4  | 6  | 14 | 1.00 | 2.33 | 4.2  | 70.4 |
| Лос Анђелес кингси   | 5  | 1  | 4  | 11 | 16 | 2.20 | 3.20 | 21.4 | 76.2 |
| Детроит ред вингси   | 5  | 1  | 4  | 8  | 12 | 1.60 | 2.40 | 4.0  | 82.6 |
| Њујорк ренџерси      | 5  | 1  | 4  | 10 | 21 | 2.00 | 4.20 | 10.5 | 61.9 |

Статистика је преузета са званичног сајта НХЛ лиге.
(Легенда: ОУ-одигране утакмице; П-победе; И-изгубљене утакмице; ГД-дати голови; ГП-примљени голови; ГДУ-просек датих голова по утакмици; ГПУ-просек примљених голова по утакмици; ИВ-реализација играча више; ИМ-одбрана са играчем мање)

### Играчи
Листа представља пресек тридесет најбољих играча у плејофу на основу поена.
| Играч              | Клуб                 | ОУ | Г  | А  | П  | +/– | ИМ | ИВГ | Ш%   |
| ------------------ | -------------------- | -- | -- | -- | -- | --- | -- | --- | ---- |
| Логан Кутур        | Сан Хозе шаркси      | 24 | 10 | 20 | 30 | +5  | 8  | 4   | 15.4 |
| Брент Бeрнс        | Сан Хозе шаркси      | 24 | 7  | 17 | 24 | +11 | 12 | 4   | 9.1  |
| Џо Павелски        | Сан Хозе шаркси      | 24 | 14 | 9  | 23 | +1  | 4  | 5   | 18.9 |
| Фил Кесел          | Питсбург пенгвинси   | 24 | 10 | 12 | 22 | +5  | 4  | 5   | 10.2 |
| Џо Торнтон         | Сан Хозе шаркси      | 24 | 3  | 18 | 21 | +2  | 10 | 1   | 8.8  |
| Никита Кучеров     | Тампа Беј лајтнингси | 17 | 11 | 8  | 19 | +13 | 8  | 3   | 21.6 |
| Сидни Крозби       | Питсбург пенгвинси   | 24 | 6  | 13 | 19 | -2  | 4  | 3   | 8.7  |
| Јевгениј Малкин    | Питсбург пенгвинси   | 23 | 6  | 12 | 18 | +1  | 18 | 4   | 8.3  |
| Ник Бонино         | Питсбург пенгвинси   | 24 | 4  | 14 | 18 | +9  | 12 | 0   | 9.8  |
| Тајлер Џонсон      | Тампа Беј лајтнингси | 17 | 7  | 10 | 17 | +9  | 12 | 0   | 21.2 |
| Карл Хагелин       | Питсбург пенгвинси   | 24 | 6  | 10 | 16 | +9  | 14 | 1   | 10.2 |
| Владимир Тарасенко | Сент Луис блуз       | 20 | 9  | 6  | 15 | -5  | 2  | 1   | 14.5 |
| Џејми Бен          | Далас старси         | 13 | 5  | 10 | 15 | +2  | 10 | 0   | 15.6 |
| Роби Фабри         | Сент Луис блуз       | 20 | 4  | 11 | 15 | +1  | 6  | 2   | 14.3 |
| Крис Летанг        | Питсбург пенгвинси   | 23 | 3  | 12 | 15 | +6  | 22 | 0   | 4.3  |
| Дејвид Бекес       | Сент Луис блуз       | 20 | 7  | 7  | 14 | +1  | 8  | 3   | 19.4 |
| Џонатан Дроан      | Тампа Беј лајтнингси | 17 | 5  | 9  | 14 | -1  | 14 | 1   | 14.3 |
| Џејден Шварц       | Сент Луис блуз       | 20 | 4  | 10 | 14 | -5  | 6  | 3   | 11.1 |
| Виктор Хедман      | Тампа Беј лајтнингси | 17 | 4  | 10 | 14 | +2  | 14 | 2   | 8.7  |
| Патрик Хорнквист   | Питсбург пенгвинси   | 24 | 9  | 4  | 13 | -5  | 10 | 2   | 11.3 |
| Трој Бровер        | Сент Луис блуз       | 20 | 8  | 5  | 13 | -1  | 26 | 3   | 22.9 |
| Џоел Вард          | Сан Хозе шаркси      | 24 | 7  | 6  | 13 | +2  | 16 | 1   | 20.0 |
| Колин Вилсон       | Нешвил предаторси    | 14 | 5  | 8  | 13 | +8  | 0  | 0   | 18.5 |
| Џејсон Спеца       | Далас старси         | 13 | 5  | 8  | 13 | 0   | 2  | 1   | 14.7 |
| Алекс Килорн       | Тампа Беј лајтнингси | 17 | 5  | 8  | 13 | +6  | 42 | 0   | 14.3 |
| Патрик Марло       | Сан Хозе шаркси      | 24 | 5  | 8  | 13 | +4  | 8  | 1   | 12.2 |
| Пол Стесни         | Сент Луис блуз       | 20 | 3  | 10 | 13 | -4  | 16 | 1   | 7.7  |
| Јонас Донскои      | Сан Хозе шаркси      | 24 | 6  | 6  | 12 | 0   | 4  | 0   | 17.1 |
| Алекс Овечкин      | Вашингтон капиталси  | 12 | 5  | 7  | 12 | +3  | 2  | 3   | 8.1  |
| Џон Карлсон        | Вашингтон капиталси  | 12 | 5  | 7  | 12 | -2  | 4  | 4   | 10.2 |

Статистика је преузета са званичног сајта НХЛ лиге.
(Легенда: ОУ-одигране утакмице; Г-голови; А-асистенције; П-поени; ИМ-искључења у минутама; ИВГ-голови са играчем више; Ш%-проценат шута)

### Голмани
| Играч              | Клуб                 | ОУ | СТ | П  | И  | О   | ПГ | %     | ПГП  | Ш | ВНЛ     |
| ------------------ | -------------------- | -- | -- | -- | -- | --- | -- | ----- | ---- | - | ------- |
| Мет Мареј          | Питсбург пенгвинси   | 21 | 21 | 15 | 6  | 531 | 44 | 0.923 | 2.08 | 1 | 1267:16 |
| Мартин Џонс        | Сан Хозе шаркси      | 24 | 24 | 14 | 10 | 631 | 53 | 0.923 | 2.16 | 3 | 1473:18 |
| Брајан Елиот       | Сент Луис блуз       | 18 | 18 | 9  | 9  | 503 | 43 | 0.921 | 2.44 | 1 | 1057:40 |
| Бен Бишоп          | Тампа Беј лајтнингси | 11 | 11 | 8  | 2  | 279 | 18 | 0.939 | 1.85 | 2 | 582:26  |
| Пека Рине          | Нешвил предаторси    | 14 | 14 | 7  | 7  | 366 | 38 | 0.906 | 2.63 | 0 | 865:58  |
| Кари Лехтонен      | Далас старси         | 11 | 10 | 6  | 3  | 231 | 26 | 0.899 | 2.81 | 1 | 554:47  |
| Брејден Холтби     | Вашингтон капиталси  | 12 | 12 | 6  | 6  | 342 | 21 | 0.942 | 1.72 | 2 | 731:32  |
| Томас Грајс        | Њујорк ајлендерси    | 11 | 11 | 5  | 6  | 358 | 30 | 0.923 | 2.46 | 0 | 733:08  |
| Кори Крофорд       | Чикаго блекхокси     | 7  | 7  | 3  | 4  | 186 | 19 | 0.907 | 2.55 | 0 | 447:48  |
| Андреј Василевскиј | Тампа Беј лајтнингси | 8  | 6  | 3  | 4  | 247 | 20 | 0.925 | 2.76 | 0 | 434:25  |
| Фредерик Андерсен  | Анахајм дакси        | 5  | 5  | 3  | 2  | 125 | 7  | 0.947 | 1.41 | 1 | 297:22  |
| Михал Нојвирт      | Филаделфија флајерси | 3  | 3  | 2  | 1  | 103 | 2  | 0.981 | 0.67 | 1 | 178:25  |
| Роберто Луонго     | Флорида пантерси     | 6  | 6  | 2  | 4  | 212 | 15 | 0.934 | 2.05 | 0 | 438:20  |
| Деван Дубник       | Минесота вајлдси     | 6  | 6  | 2  | 4  | 143 | 20 | 0.877 | 3.34 | 0 | 358:51  |
| Џеф Цаткоф         | Питсбург пенгвинси   | 2  | 2  | 1  | 1  | 59  | 6  | 0.908 | 3.07 | 0 | 117:13  |
| Хенрик Лундквист   | Њујорк ренџерси      | 5  | 5  | 1  | 3  | 98  | 15 | 0.867 | 4.39 | 0 | 204:49  |
| Анти Ниеми         | Далас старси         | 5  | 3  | 1  | 3  | 83  | 13 | 0.865 | 3.29 | 0 | 237:01  |
| Џонатан Квик       | Лос Анђелес кингси   | 5  | 5  | 1  | 4  | 117 | 15 | 0.886 | 3.04 | 0 | 295:35  |
| Џејк Ален          | Сент Луис блуз       | 5  | 2  | 1  | 1  | 61  | 7  | 0.897 | 2.48 | 0 | 169:06  |
| Петр Мразек        | Детроит ред вингси   | 3  | 3  | 1  | 2  | 69  | 4  | 0.945 | 1.35 | 1 | 177:10  |
| Џими Хауард        | Детроит ред вингси   | 2  | 2  | 0  | 2  | 57  | 7  | 0.891 | 3.59 | 0 | 117:09  |
| Џон Гибсон         | Анахајм дакси        | 2  | 2  | 0  | 2  | 54  | 6  | 0.900 | 3.08 | 0 | 116:45  |
| Картер Хатон       | Нешвил предаторси    | 3  | 0  | 0  | 0  | 2   | 1  | 0.667 | 3.01 | 0 | 19:57   |
| Стив Месон         | Филаделфија флајерси | 3  | 3  | 0  | 3  | 69  | 12 | 0.852 | 4.09 | 0 | 176:06  |
| Џејмс Рејмер       | Сан Хозе шаркси      | 1  | 0  | 0  | 0  | 6   | 1  | 0.857 | 2.06 | 0 | 29:05   |
| Марк-Андре Флери   | Питсбург пенгвинси   | 2  | 1  | 0  | 1  | 28  | 4  | 0.875 | 3.03 | 0 | 79:19   |
| Жан-Франсоа Беруб  | Њујорк ајлендерси    | 1  | 0  | 0  | 0  | 2   | 0  | 1.000 | 0.00 | 0 | 4:47    |
| Анти Ранта         | Њујорк ренџерси      | 3  | 0  | 0  | 1  | 34  | 4  | 0.895 | 2.56 | 0 | 93:50   |

Статистика је преузета са званичног сајта НХЛ лиге.
(Легенда: ОУ-одигране утакмице; СТ-стартер; П-победе; И-порази; О-одбране; ПГ-примљени голови; %-проценат одбрана; ПГП-просек примљених голова на 60 минута игре; Ш-утакмице без примљеног гола; ВНЛ-време на леду)